# ポメラン
ポメランは、太田プロダクションに所属する日本のお笑いコンビ。2020年7月23日結成。太田プロエンタテイメント学院東京1期生。

## メンバー
- ベーグル吉村（ベーグルよしむら、1986年7月17日（38歳） - ）
本名、吉村 勇輝（よしむら ゆうき）。
愛知県春日井市出身。
身長176cm、血液型B型。
愛知県立春日井高等学校[1]、南山大学卒業[2]。
特技はブレイクダンス。東海大会にて優勝、全国大会でもベスト16に入った経験を持つ。ブレイクダンスしながら手も足も使わず頭だけでペットボトルを潰すという芸があり、『芸人報道』『アッコにおまかせ!』などでこれを披露した[3][4]。トリオ時代に『あらびき団』へ出演した際のネタは毎度相方2人をフリにした吉村の肉体芸だったが、コンビになってからも手塚はフリのみの出演である。
普通自動車免許を所持している。
かつてコンビ『メロンパンドリル』で活動（ボケ役担当）、メロンパンドリル解散後はピン芸人としても活動[2]。

- 手塚ジャスティス（てづかジャスティス、1988年2月21日（37歳） - ）
本名、手塚 友悠（てづか ともひさ）。
栃木県宇都宮市出身。
身長177cm、血液型O型。
特技はアゴで板を割る、アゴに紙コップを120個つける、アゴでフルーツを絞ってジュースを作る、スクリームの顔マネ。特技を使って『森田一義アワー 笑っていいとも!』『博士と助手〜細かすぎて伝わらないモノマネ選手権〜』などに出演している。[5]。
普通自動車免許、簿記能力認定試験3級、英検4級、スワローズ検定2級、健康マスター検定といった資格を所持している[6]。
スター・ウォーズ・シリーズ、プロ野球観戦（主にセントラル・リーグ）、1990年代のヴィジュアル系を好む[7]。
高校卒業後の2006年、スクールJCAに15期生として入学。かつてはプロダクション人力舎所属のコンビ『ヤッコサンダットサン』として活動していた。

## 略歴
2010年4月から2020年2月にかけて前身トリオ「ギャルズ」として活動していたが、メンバーであった戦艦蓮見。のピン芸人転身を期に解散。その詳細は、2020年2月12日放送の『水曜日のダウンタウン』内にて発表された。
放送翌日、翌日2月13日出演のライブ「復活! シャイニングスーパーボルケーノショー」（K-PRO主催、東京・新宿ハイジアV-1）を以って解散。その後、同年7月23日より現在のコンビを正式に結成した。

## 出演
- 秒速!エンタSHOW アッという間シアター（TBSテレビ）
- 世界まる見え!テレビ特捜部（日本テレビ）
- 9Windows 全国に埋もれている“次世代スター9人発掘”リモート中継で激突!（日本テレビ）
- ぐるぐるナインティナイン おもしろ荘へいらっしゃい!（日本テレビ、2021年1月1日） - 手塚のみ「カラダパーツ芸メドレー」に出演。
- ブイ子のバズっちゃいな!（テレビ朝日）
- ナニコレ珍百景（テレビ朝日）
- あらびき団ゴールデンSP（TBS、2022年2月12日）